# Leandro Chichizola
Leandro Chichizola (San Justo, 27 marzo 1990) è un calciatore argentino, portiere del Modena.

## Carriera

### River Plate e Spezia
Inizia la sua carriera professionistica con il River Plate dove gioca in prima squadra dal 2009 al 2014 collezionando 30 presenze e sole 23 reti subite.
Il 18 agosto 2014 firma per lo Spezia giocando in Serie B. Nella stagione 2014-2015 si piazza 3º nella Top 15 dei portieri di Serie B secondo una classifica stilata dalla Lega Serie B.
Con Virtus Entella-Spezia del 25 novembre 2016, Chichizola è arrivato a disputare 100 partite consecutive in Serie B, tutte giocate per intero e tutte con lo Spezia.
Conclude poi la stagione 2016-2017 senza saltare una partita (42 presenze) per il terzo anno di fila.

### Anni in Spagna
Il 29 giugno 2017, in scadenza di contratto con i liguri, firma un annuale, con opzione per le successive tre stagioni, con il Las Palmas. Dopo la retrocessione della squadra, il 4 luglio 2018 passa al Getafe, legandosi agli Azulones con un triennale. Il 5 gennaio 2021 si svincola dal club spagnolo.
Il 17 gennaio 2021 firma per il FC Cartagena.

### Ritorno in Italia: Perugia
Il 7 luglio 2021 torna a disputare un campionato italiano venendo ingaggiato dal Perugia, neopromosso in Serie B, con cui firma un contratto annuale con opzione per un'ulteriore stagione.

### Parma
Il 14 luglio 2022 viene acquistato dal Parma. Dopo essersi alternato con Gianluigi Buffon nella prima stagione, nella seconda, a seguito del ritiro di Buffon, viene promosso titolare, contribuendo alla promozione in Serie A della squadra. Nell'estate 2024 i ducali acquistano Zion Suzuki e Chichizola viene declassato a secondo portiere; ciononostante fa il suo esordio nella massima serie italiana il 16 settembre 2024 nella sconfitta per 2-3 contro l'Udinese.

### Ritorno allo Spezia
Il 9 gennaio 2025 viene annunciato il suo ritorno allo Spezia. Tre giorni dopo esordisce nuovamente con i liguri da titolare nel pareggio casalingo contro la Juve Stabia (1-1). Gioca da titolare le prima 11 partite, poi dalla partita contro la Sampdoria del 6 aprile si accomoda in panchina al posto di Stefano Gori per tutto il resto della stagione. 

### Modena
Il 27 giugno 2025, viene acquistato a titolo definitivo dal Modena, in Serie B, con cui firma un contratto biennale.

## Statistiche

### Presenze e reti nei club
Statistiche aggiornate al 18 agosto 2025.
| Stagione           | Squadra            | Campionato         | Campionato | Campionato | Coppe nazionali | Coppe nazionali | Coppe nazionali | Coppe continentali | Coppe continentali | Coppe continentali | Altre coppe | Altre coppe | Altre coppe | Totale | Totale |
| Stagione           | Squadra            | Comp               | Pres       | Reti       | Comp            | Pres            | Reti            | Comp               | Pres               | Reti               | Comp        | Pres        | Reti        | Pres   | Reti   |
| ------------------ | ------------------ | ------------------ | ---------- | ---------- | --------------- | --------------- | --------------- | ------------------ | ------------------ | ------------------ | ----------- | ----------- | ----------- | ------ | ------ |
| 2010-2011          | River Plate        | PD                 | 5          | -2         | -               | -               | -               | -                  | -                  | -                  | -           | -           | -           | 5      | -2     |
| 2011-2012          | River Plate        | BN                 | 18         | -15        | CA              | 4               | -1              | -                  | -                  | -                  | -           | -           | -           | 22     | -16    |
| 2012-2013          | River Plate        | PD                 | 0          | 0          | CA              | 1               | -1              | -                  | -                  | -                  | -           | -           | -           | 1      | -1     |
| 2013-2014          | River Plate        | PD                 | 7          | -6         | CA              | 0               | 0               | CS                 | 1                  | 0                  | -           | -           | -           | 8      | -6     |
| Totale River Plate | Totale River Plate | Totale River Plate | 30         | -23        |                 | 5               | -2              |                    | 1                  | 0                  |             | -           | -           | 36     | -25    |
| 2014-2015          | Spezia             | B                  | 42+1       | -40 + -2   | CI              | 1               | -2              | -                  | -                  | -                  | -           | -           | -           | 44     | -44    |
| 2015-2016          | Spezia             | B                  | 42+3       | -45 + -4   | CI              | 5               | -2              | -                  | -                  | -                  | -           | -           | -           | 50     | -51    |
| 2016-2017          | Spezia             | B                  | 42+1       | -34 + -2   | CI              | 4               | -5              | -                  | -                  | -                  | -           | -           | -           | 47     | -41    |
| 2017-2018          | Las Palmas         | PD                 | 27         | -47        | CR              | 2               | -4              | -                  | -                  | -                  | -           | -           | -           | 29     | -51    |
| 2018-2019          | Getafe             | PD                 | 1          | -1         | CR              | 6               | -6              | -                  | -                  | -                  | -           | -           | -           | 7      | -7     |
| 2019-2020          | Getafe             | PD                 | 0          | 0          | CR              | 2               | -3              | UEL                | 5                  | -4                 | -           | -           | -           | 7      | -7     |
| 2020-gen. 2021     | Getafe             | PD                 | 0          | 0          | CR              | -               | -               | -                  | -                  | -                  | -           | -           | -           | 0      | 0      |
| Totale Getafe      | Totale Getafe      | Totale Getafe      | 1          | -1         |                 | 8               | -9              |                    | 5                  | -4                 |             | -           | -           | 14     | -14    |
| gen.-giu. 2021     | FC Cartagena       | SD                 | 8          | -9         | CR              | 0               | 0               | -                  | -                  | -                  | -           | -           | -           | 8      | -9     |
| 2021-2022          | Perugia            | B                  | 38+1       | -32 + -3   | CI              | 2               | -3              |                    | -                  | -                  |             | -           | -           | 42     | -38    |
| 2022-2023          | Parma              | B                  | 17+2       | -13 + -3   | CI              | 1               | 0               | -                  | -                  | -                  | -           | -           | -           | 20     | -16    |
| 2023-2024          | Parma              | B                  | 37         | -33        | CI              | 0               | 0               | -                  | -                  | -                  | -           | -           | -           | 37     | -33    |
| 2024-gen. 2025     | Parma              | A                  | 1          | -3         | CI              | 1               | -1              | -                  | -                  | -                  | -           | -           | -           | 2      | -4     |
| Totale Parma       | Totale Parma       | Totale Parma       | 55+2       | -49 + -3   |                 | 2               | -1              |                    | -                  | -                  |             | -           | -           | 59     | -53    |
| gen.-giu. 2025     | Spezia             | B                  | 11         | -10        | CI              | -               | -               | -                  | -                  | -                  | -           | -           | -           | 11     | -10    |
| Totale Spezia      | Totale Spezia      | Totale Spezia      | 136+5      | -128 + -8  |                 | 10              | -9              |                    | -                  | -                  |             | -           | -           | 151    | -145   |
| 2025-2026          | Modena             | B                  | 0          | 0          | CI              | 1               | -1              |                    | -                  | -                  |             | -           | -           | 1      | -1     |
| Totale carriera    | Totale carriera    | Totale carriera    | 302        | -303       |                 | 30              | -29             |                    | 6                  | -4                 |             | -           | -           | 338    | -336   |

## Palmarès

### Club

#### Competizioni nazionali
- Primera B Nacional: 1

River Plate: 2011-2012
- Campionato argentino: 1

River Plate: Final 2014
- Campionato italiano di Serie B: 1

Parma: 2023-2024